# Via Belgica

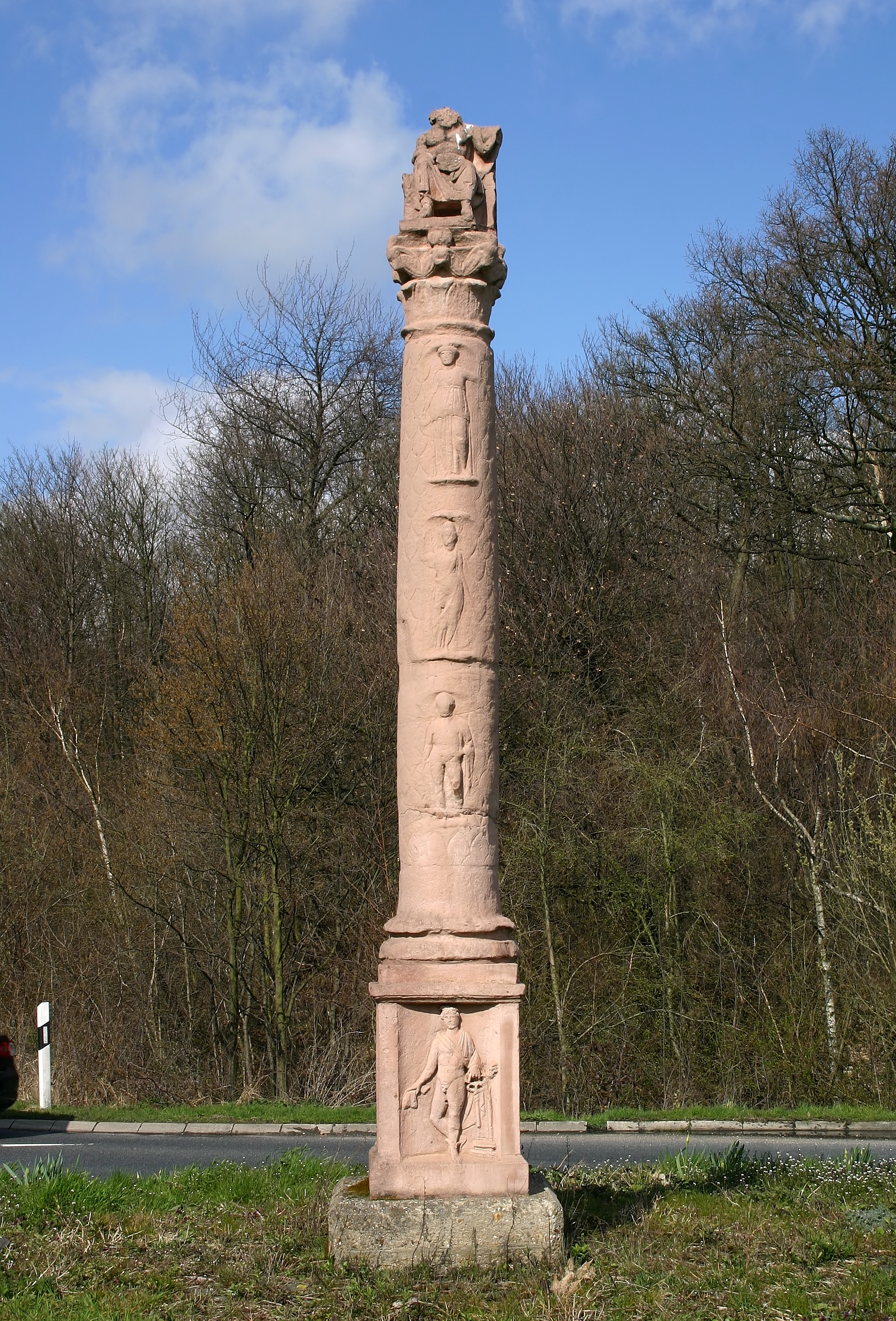
Kopie einer Jupitergigantensäule auf einer Verkehrsinsel auf der L 136. Die Originalfragmente wurden 1970 nahe dem späteren Tagebau Hambach gefunden.

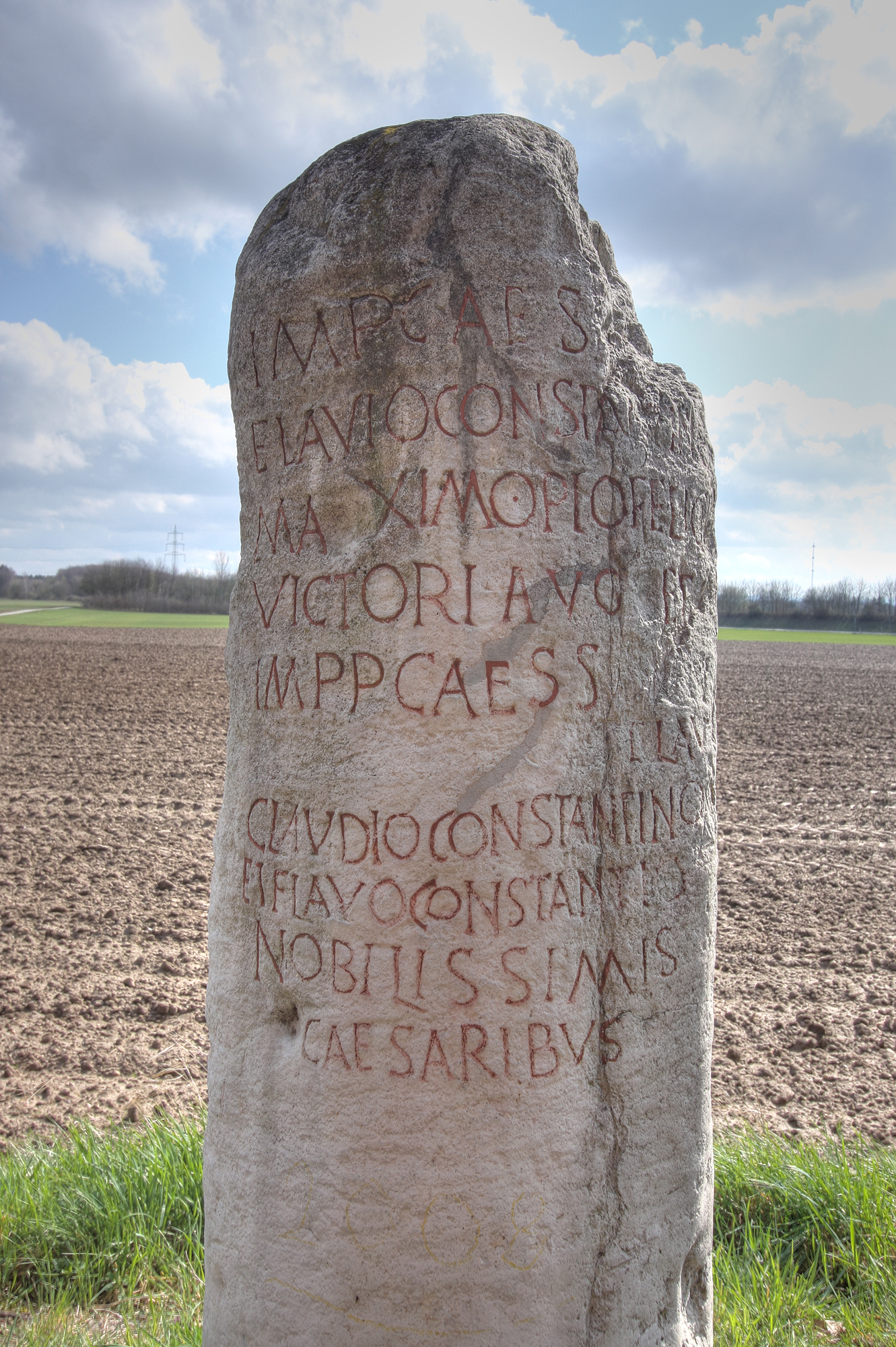
Kopie eines römischen Meilensteins, aufgestellt am westlichen Rand der Sophienhöhe. Auf dem Stein wird eine Entfernung von XVI Leugae (35,5 km) nach Köln angegeben. Fundort: Zülpich-Hoven.

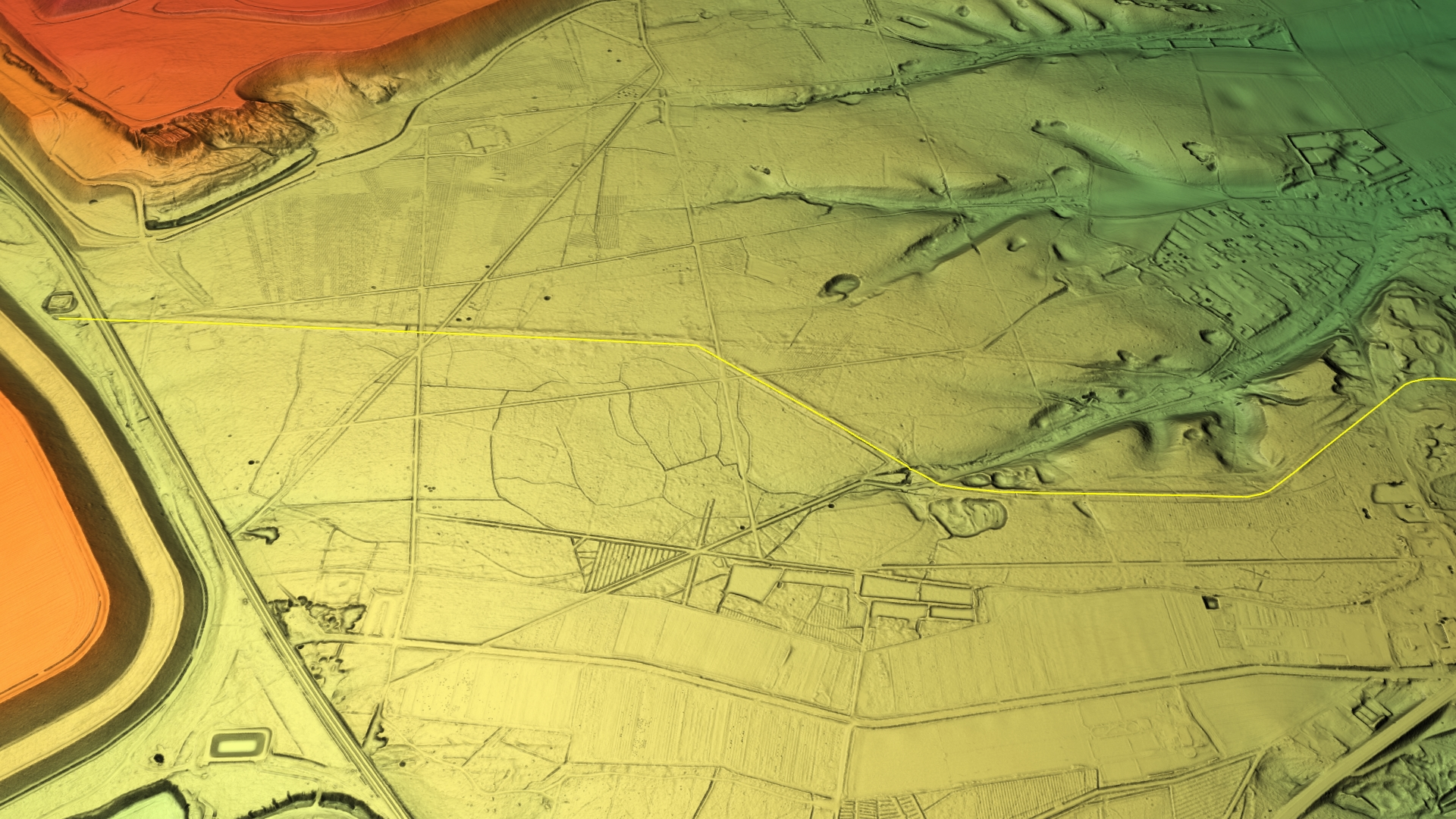
Verlauf der Via Belgica östlich der Heidenburg im digitalen Geländemodell

Via Belgica (auch: Via Agrippinensis) ist eine moderne Bezeichnung für eine etwa 400 km lange römische Heerstraße, die Köln (Colonia Claudia Ara Agrippinensium) mit der Atlantikküste verband. Sie begann in Köln als Verlängerung der heutigen Schildergasse (decumanus maximus) und führte über Jülich (Iuliacum), Heerlen (Coriovallum), Maastricht (Trajectum ad Mosam), Tongern (Aduatuca Tungrorum) nach Bavay (Bagacum), wo sie sich verzweigte: Ein Zweig führte nach Boulogne-sur-Mer (Gesoriacum) und ein weiterer über Cambrai nach Amiens (Samarobriva). Zudem kreuzte in Bavay die Heerstraße vom Mittelmeer über Lyon und Reims nach Tournai die Via Belgica. Die im Norden Galliens angelegten Römerstraßen werden in Belgien seit Jahrhunderten als Chaussée Brunehaut bezeichnet.
Der Name Via Belgica war Leitidee einer 1999 durch die Stadt Maastricht initiierten internationalen regionalen Zusammenarbeit und wurde dann im Rahmen der Regionale 2008 populär. Inzwischen pflegt auf deutscher Seite ein Konsortium „Erlebnisraum Römerstraße“, bestehend aus den anliegenden Städten und Gemeinde unter der fachlichen Betreuung des Landschaftsverbands Rheinland die touristischen Infrastrukturen dieser alten Wegstrecke.

## Straßenverlauf in Deutschland
Die Via Belgica ging vom mittleren Westtor der Kölner Stadtmauer aus, der Torgrundriss ist auf dem Platz östlich vor der Basilika St. Aposteln westlich des Neumarkts. Ihrem Verlauf entspricht die heutige Aachener Straße von Köln nach Königsdorf. (B 55)
In Weiden konnte 1843 eine aufwändig gestaltete Grabkammer ausgegraben werden, die dort 8,6 km westlich der Kölner Stadtmauer nördlich an die Via Belgica angrenzte und zu einem römischen Landgut, einer villa rustica gehörte.
In Königsdorf wird die Trasse an der Kreuzung mit der Eisenbahn unterbrochen und ist nun noch stückweise in den Königsdorfer Straßen Bergstraße, Hohlweg, Dechant-Hansen-Allee erhalten. Nach dem Park der Villa Pauli erreicht sie beim „Klingelpütz“ den Königsdorfer Wald. Hier wurde der Burgus Heidenburg ausgegraben. Jenseits folgen Rote-Kreuz-Straße und Im Rauland in Bergheim-Quadrath-Ichendorf, des Weiteren hat man anscheinend beim Bau des Klärwerks in Quadrath-Ichendorf dem Straßenverlauf eine Reverenz erwiesen, da der südliche Zaun nicht der Abbildung auf Karten entspricht, sondern dem Verlauf der Via Belgica folgt. Weiter geht es als Römerstraße in Bergheim-Thorr und Elsdorf-Grouven, als Feldweg zwischen Grouven und Elsdorf und als Köln-Aachener-Straße in Elsdorf.
Im weiteren Verlauf befindet sich heute der Tagebau Hambach. Bevor man dieses heute rund 400 m tiefe Loch gegraben hat, wurde die Straße archäologisch untersucht. Dabei stellte man 12 Schichten Straße übereinander fest. Der Verlauf geht weiter als Kölner Landstraße und Römerstraße von Jülich-Stetternich nach Jülich.
Hinter Jülich setzt sich der Verlauf fast nicht mehr in heutigen Straßen fort. Die Via Belgica wurde westlich von Jülich nach dem Ende der römischen Herrschaft im vierten Jahrhundert zugunsten eines Streckenverlaufs nach Aachen aufgegeben, der Straßenverlauf verfiel und die Siedlungen wurden verlassen. Erst in den 1980er Jahren konnte der gesamte Straßenverlauf wieder bis Rimburg (heute ein Stadtteil von Übach-Palenberg), bis zur dortigen niederländischen Grenze dokumentiert werden. Erst danach wurde in Baesweiler ein römischer vicus identifiziert, während der in Rimburg bereits 1926 ausgegraben wurde, und dort auch Brückenfundamente für die Holzbrücke über die Wurm gefunden wurden. Lediglich in Boscheln folgen die heutige Friedensstraße und Brünestraße dem Verlauf der Via Belgica.

## Straßenverlauf in den Niederlanden
Auf etwa vierzig Kilometer durchlief die Römerstraße die heutige Provinz Limburg in den Niederlanden, und querte in Maastricht die Maas. Der Ort hat vermutlich daher auch seinen Namen, zusammengesetzt aus den überlieferten Traiectum ad Mosam bzw. Mosae Traiectum („Maasübergang“). Gesichert ist eine römische Maasbrücke aus der Zeit des Kaisers Augustus, die bis 1275 genutzt wurde und in Verlängerung der heutigen Plankstraat etwa 200 m südlich der im 13. Jahrhundert errichteten und noch genutzten steinernen Sint-Servaas-Brücke lag.
Zwischen Maastricht und Rimburg sind nur einzelne Streckenabschnitte bekannt, so in Heerlen und Voerendaal, jedoch sind zahlreiche Funde in der Umgebung des vermuteten Straßenverlaufs gesichert, darunter Gräberfelder und Villen.

## Fundstücke
Fragmente von Meilensteinen stammen aus der Nähe von Baesweiler und aus Lich-Steinstraß; ein drittes Fragment ist der Tetzer Stein.
Auch heute noch werden entlang der Strecke offen in der Flur liegende Artefakte römischer Zeit entdeckt oder bei Grabungen freigelegt. So wurde erst 2008 von einem Bürger westlich von Koslar ein Bruchstück eines Meilensteins aus dem 3./4. Jahrhundert gefunden, auf dem ein Teil der Inschrift als FILIO lesbar war, das zu Filio Augusti (Sohn des Kaisers) ergänzt werden konnte, einer auf Meilensteinen üblichen Datierung ihrer Aufstellung. Das Stück wird als Zeugnis heute im Rheinischen Landesmuseum Bonn aufbewahrt und als Beispiel für Bürgerengagement gezeigt.